# Марк Валерий Волуз Максим
Марк Валерий Волуз (или Волез, встречается наименование М. Валерий Волуз Максим, также Марк Валерий Публикола) — древнеримский политический деятель, консул 505 года до н. э. (его коллегой был Публий Постумий Туберт).
Отцом Марка Валерия был Волез Валерий (Volesus Valerius). У него были также братья Публий Валерий Публикола (консул в 509, 508, 507 и 504 г. до н. э.) и Маний Валерий Максим (диктатор в 494 г. до н. э.).
Во время своего консульства Марк Валерий успешно воевал с сабинами и был награждён триумфом.
Около 496 г. до н. э. он был вовлечен в борьбу против латинян (которые сопровождали Тарквиния Гордого и его сына Тита Тарквиния) во время Первой Латинской войны. Во время битвы Валерий, увидев Тита, бросился навстречу ему, но погиб от рук латинян.
Его сын Луций был консулом в 483 и 470 г. до н. э.